# چاک بری
چارلز ادوارد آندرسون "چاک" بری (به انگلیسی: Charles Edward Anderson "Chuck" Berry) (۱۸ مارس ۲۰۱۷ – ۱۸ اکتبر ۱۹۲۶) خواننده، ترانه‌سرا و گیتاریست آمریکایی بود که به‌عنوان یکی از پیشگامان موسیقی راک اند رول شناخته می‌شود. موسیقی بری در سال‌های پس از جنگ جهانی دوم، بازتاب عصیان یک نسل بر ضد ارزش‌های اجتماعی غالب بود.

## زندگی
چاک بری در ۱۸ اکتبر ۱۹۲۶ در سنت لوئیس میزوری به دنیا آمد. وقتی که نوجوان بود نواختن گیتار را فرا گرفت. در دوره دبیرستان، به جرم سرقت از ۱۹۴۴ تا ۱۹۴۷ را در بازداشتگاه به سر برد. پس از آزادی در خط مونتاژ کارخانه جنرال موتورز شروع به کار کرد و هم‌زمان در مدرسه شبانه نیز درس می‌خواند.

## موسیقی
بری در سال ۱۹۵۵ نخستین ترانه خود را را به نام میبلین روانه بازار کرد که با استقبال زیادی روبرو شد. او در اواخر دهه ۱۹۵۰ میلادی هنرمندی شناخته شده بود.

## افتخارات

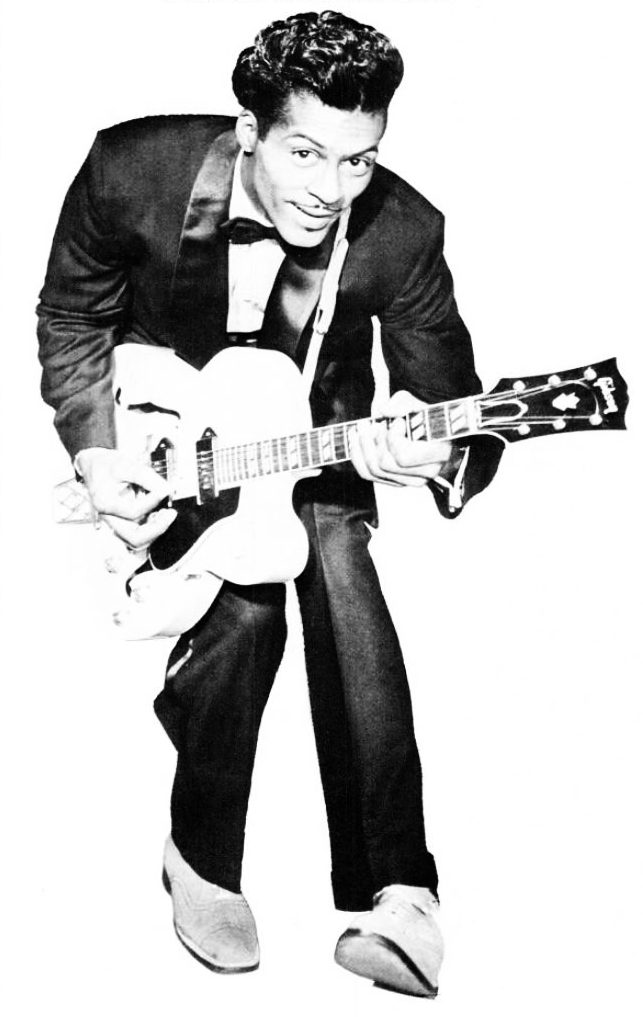
چاک بری سال ۱۹۵۸

او در سال ۱۹۸۴ برای یک عمر فعالیت هنری، جایزه گرمی دریافت کرد.
چاک بری جزو نخستین هنرمندانی بود که در زمان افتتاح تالار مشاهیر راک اند رول در سال ۱۹۸۶ به عضویت آن درآمد. وبگاه تالار مشاهیر راک اند رول در توصیف تأثیر او بر این گونه موسیقی نوشته: «در حالی که به‌طور مشخص نمی‌توان گفت چه کسی نخستین بار راک اند رول را ابداع کرد، چاک بری به عنوان هنرمندی که تمام ملزومات این ژانر را در کنار هم قرار داد، نخستین فردی است که پیش از بقیه، نام‌اش به ذهن می‌رسد». تالار مشاهیر راک اند رول سه ترانه ‎ «جانی بی. گود»، «مِیبیلِن»‎ و «راک اند رول موزیک» چاک بری را در زمره ۵۰۰ ترانه‌ای که باعث شکل‌گیری راک اند رول شدند، معرفی کرده است.
جان لنون خواننده درگذشته گروه بیتلز دربارهٔ او گفته است: اگر شما بخواهید برای «راک اند رول» نام دیگری انتخاب کنید آن نام «چاک بری» خواهد بود.
در سال ۲۰۰۰ و در مراسم سالانه جایزه مرکز کندی، از او در کنار هنرمندانی مانند میخائیل بریشنیکف، پلاسیدو دومینگو، آنجلا لنزبری و کلینت ایستوود تقدیر شد.
در سال ۲۰۰۴ نشریه رولینگ استون در رده‌بندی «۱۰۰ هنرمند برتر همه زمان‌ها» جایگاه ۵ام را به چاک بری اختصاص داد. او هم‌چنین در رده‌بندی «۱۰۰ گیتاریست برتر تمام دوران» این نشریه، جایگاه ششم را از آن خود کرد.

## درگذشت
چاک بری در ۱۸ مارس ۲۰۱۷ در ۹۰ سالگی در در خانه‌اش در وینتزویل، میزوری درگذشت.